# Oficina de Patentes y Marcas Registradas de los Estados Unidos

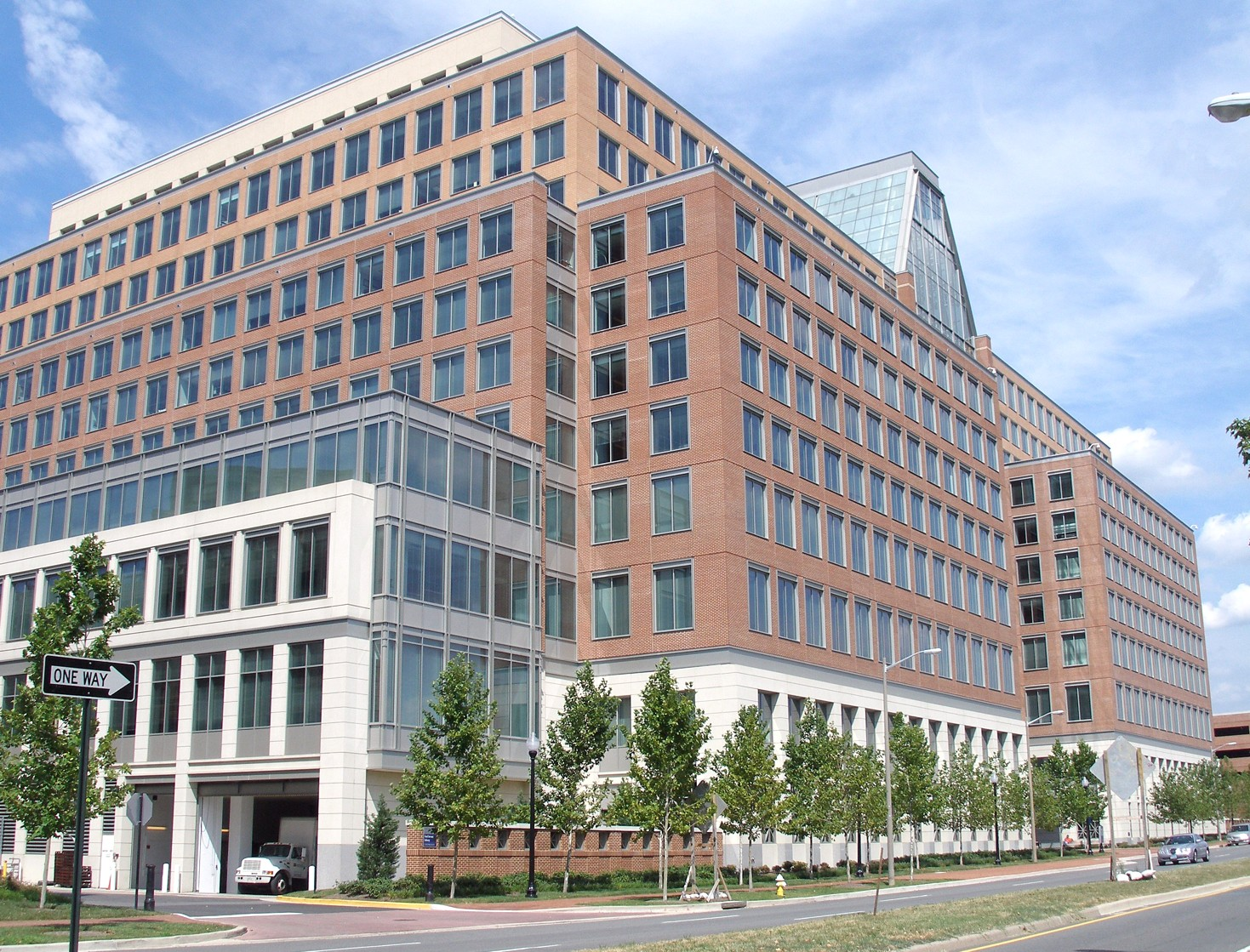
Sede de la Oficina de Patentes y Marcas Registradas de Estados Unidos en Alexandria, Virginia.

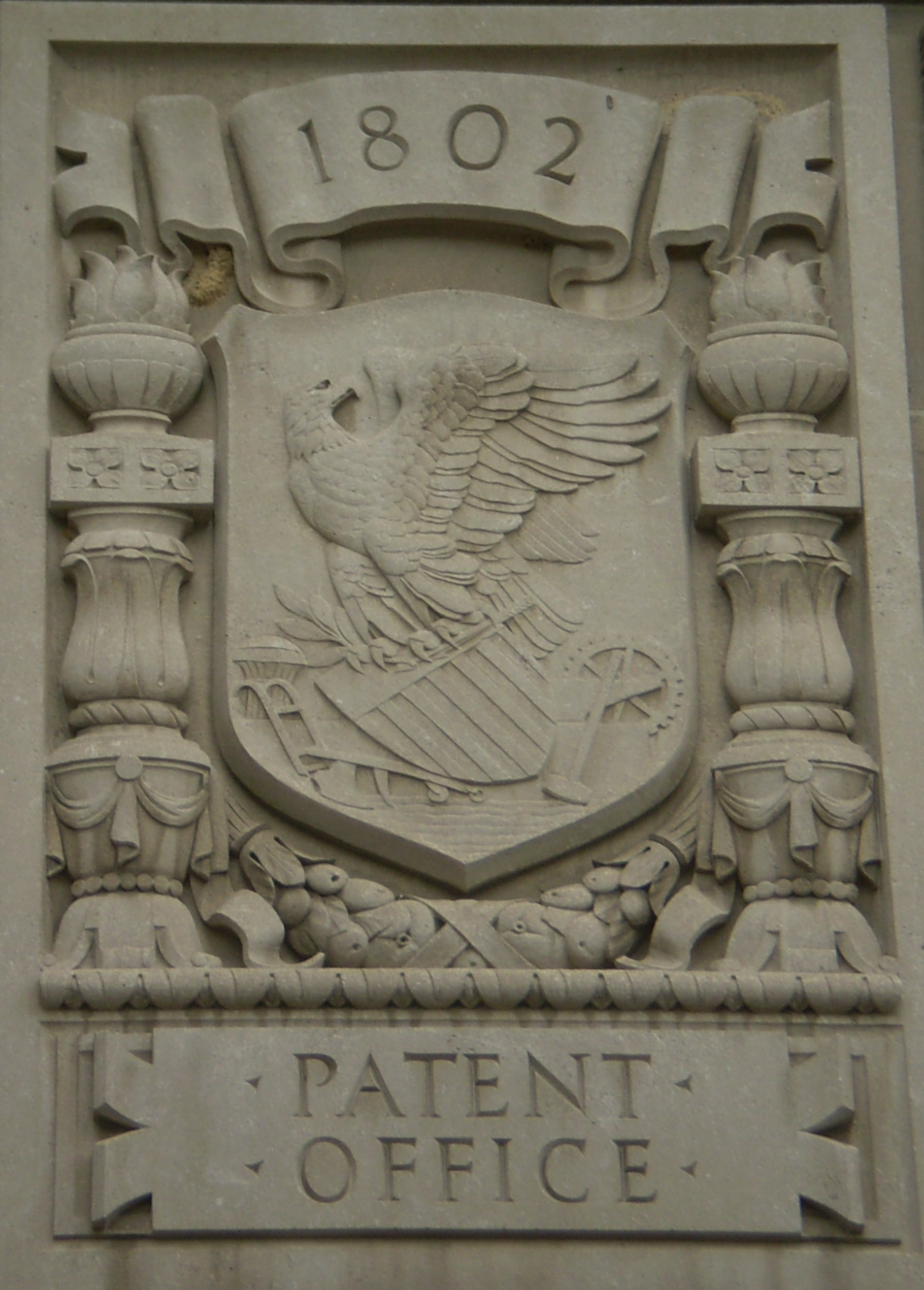
Relieve representando la Oficina en el Edificio Herbert C. Hoover.

La Oficina de Patentes y Marcas Registradas de los Estados Unidos (conocida en inglés como la United States Patent and Trademark Office, con el acrónimo PTO o USPTO) es una agencia en el Departamento de Comercio de Estados Unidos que expide patentes a los inventores y las empresas para sus inventos, y registro de marcas para la identificación de productos y propiedades intelectuales.
La oficina está basada en Alexandria, Virginia, desde 2006, cuando se trasladó desde el barrio Crystal City del Condado de Arlington en el mismo estado. Las oficinas bajo Patentes y el director general de Información, que permanecieron a las afueras del extremo sur de Crystal City, completaron el traslado a Randolph Square, un edificio flamante en Shirlington Village, el 27 de abril de 2009.
El director de la oficina es David J. Kappos, quien fue juramentado el 13 de agosto de 2009 después de la confirmación de su nombramiento por el Senado de los Estados Unidos durante la administración del Presidente Barack Obama. Sucedió a John J. Doll, quien sirvió como el jefe de acción después de la resignación de Jon W. Dudas al final de la administración de George W. Bush.
La oficina coopera con la Oficina Europea de Patentes (OEP) y la Oficina Japonesa de Patentes (OPJ) como una de las "Oficinas Trilaterales de Patentes." La USPTO es también una oficina receptora, una administración encargada para búsqueda internacional, y una autoridad para examen preliminar internacional de solicitudes internacionales para patentes presentadas en virtud del tratado de cooperación en materia de patentes.
La base legal para el sistema de patentes de Estados Unidos es la sección octava del artículo primero de la Constitución de los Estados Unidos, en la que los poderes del Congreso se definen. Afirma, en parte, que:
"El Congreso tendrá el poder para promover el progreso de la ciencia y de los artes útiles, segurando por tiempos limitados a los autores y los inventores el derecho exclusivo a sus escrituras y descubrimientos respectivos."
La misión de la Oficina de Patentes y Marcas es promover el progreso industrial y tecnológico en los Estados Unidos y fortalecer la economía nacional mediante:
- la administración de las leyes relativas a patentes y marcas;
- la provisión de asesoramiento al Secretario de Comercio, al Presidente, y a la administración sobre protección de patentes, marcas comerciales, y derechos de autor; y
- la provisión de asesoramiento sobre los aspectos de propiedad intelectual que se relacionan con el comercio.

## Estructura
A partir del 30 de septiembre de 2009, la oficina tuvo 9.716 empleados, casi todos basados en su sede en Alexandria, que consiste en un complejo integrado por cinco edificios. 6.242 de estos empleados fueron examinadores de patentes (casi todos asignados para examinar las patentes utilitarias), y 388 fueron abogados para el examen de marcas.
Los examinadores de patentes son generalmente científicos e ingenieros quienes no necesariamente tienen títulos de la ley, mientras que todos los examinadores de marcas deben ser abogados con licencia. Todos los examinadores trabajan bajo un sistema de producción que se basa estrictamente en "cuentas." Para todas las aplicaciones, "cuentas" se ganan por la composición, presentación, y envío de una acción de la primera Oficina en cuanto al fondo, y en el tiempo de eliminación de una aplicación.
El Comisario de Patentes supervisa tres organismos principales, encabezados por el Comisionado Adjunto para Operaciones de Patentes (en la actualidad [¿cuándo?] Peggy Focarino), el Comisionado Adjunto de Política de examen de patentes (en la actualidad [¿cuándo?] Andrew Hirshfeld como Adjunto Interino), y el Comisario de Recursos de Patentes y Planificación (que en la actualidad [¿cuándo?] es vacante). Las operaciones de patentes de la oficina se dividen en nueve centros tecnológicos diferentes que hacen frente a diversas artes.
Las decisiones de los examinadores de patentes pueden ser apeladas a la Junta de Apelaciones e Interferencias de Patentes, un organismo de derecho administrativo de la Oficina de Patentes y Marcas. Las decisiones de la Junta de Apelaciones pueden ser apeladas más allá ante la Corte de Apelaciones de Estados Unidos para el Circuito Federal, o una acción civil puede ser demandada ante el Comisionado de Patentes en el Tribunal de Distrito de Estados Unidos para el Distrito de Columbia. La Corte Suprema de los Estados Unidos puede finalmente decidir sobre un caso de patentes. Asimismo, las decisiones de los examinadores de marcas pueden ser apeladas a la Junta de Sala y Apelación de Marcas, con las apelaciones posteriores dirigidas al Circuito Federal, o una acción civil también puede ser llevado.
En años recientes, la Oficina de Patentes y Marcas ha sufrido retrasos crecientes entre el momento de solicitud de un patente y su momento de emisión. Para hacer frente a sus desafíos con cargas de trabajo, la Oficina ha emprendido un programa agresivo para contratación y reclutamiento. La Oficina contrató a 1.193 nuevos examinadores de patentes en el año fiscal de 2006, 1.215 nuevos examinadores en el año fiscal de 2007, y 1.211 en el año fiscal de 2008. La Oficina esperó continuar la contratación de examinadores de patentes a un ritmo de aproximadamente 1.200 por año hasta el año 2012; sin embargo, debido a una desaceleración en las presentaciones de aplicaciones nuevas desde el inicio de la crisis económica de 2008-2011, y las proyecciones de disminuciones sustanciales en las cuotas de mantenimiento en los próximos años, la agencia impuso una congelación en sus contrataciones a principios de marzo de 2009.
En 2006, la Oficina de Patentes y Marcas instituyó un nuevo programa de entrenamiento para los examinadores de patentes, que fue nombrado la "Academia de Entrenamiento para los Examinadores de Patentes" ("Patent Training Academy" en inglés). Es un programa de ocho meses diseñado para enseñar a nuevos examinadores de patentes los fundamentos de las leyes, prácticas, y examinaciones de patentes en un ambiente de estilo universitario. Debido a la crisis presupuestaria inminente de la Oficina, se había rumoreado que el Academia se cerraría a finales de 2009. Focarino, entonces la poseedora del título "Comisionado Interino de Patentes," negó el cierre de la Academia en una entrevista en mayo de 2009, afirmando que sería reducido, porque la meta de contratación de nuevos examinadores en el año fiscal de 2009 se redujo a 600. En última instancia, 588 nuevos examinadores de patentes fueron contratados en el año fiscal de 2009.

## Desviación de cuotas
Durante muchos años, el Congreso "desvió" un 10% de los honorarios recogidos en la Tesorería General de los Estados Unidos por la Oficina de Patentes y Marcas. En efecto, esto llevó dinero recaudado desde el sistema de patentes para el presupuesto general. Esta desviación de cuotas ha sido generalmente opuesto por los practicantes de patentes (por ejemplo, abogados de patentes y los agentes de patentes), los inventores, y la propia Oficina, así como el exjuez federal Paul R. Michel. Estos interesados prefirieron utilizar los fondos para mejorar la oficina de patentes y el sistema de patentes, como por la aplicación del Plan Estratégico del Siglo 21 por parte de la Oficina. Los últimos seis presupuestos anuales del gobierno de George W. Bush no desviaron los cargos de la Oficina, y el primer presupuesto de la administración de Barack Obama continúa con esta práctica; sin embargo, las partes interesadas continúan presionando para permanentemente acabar la desviación de cuotas.

## Patentes

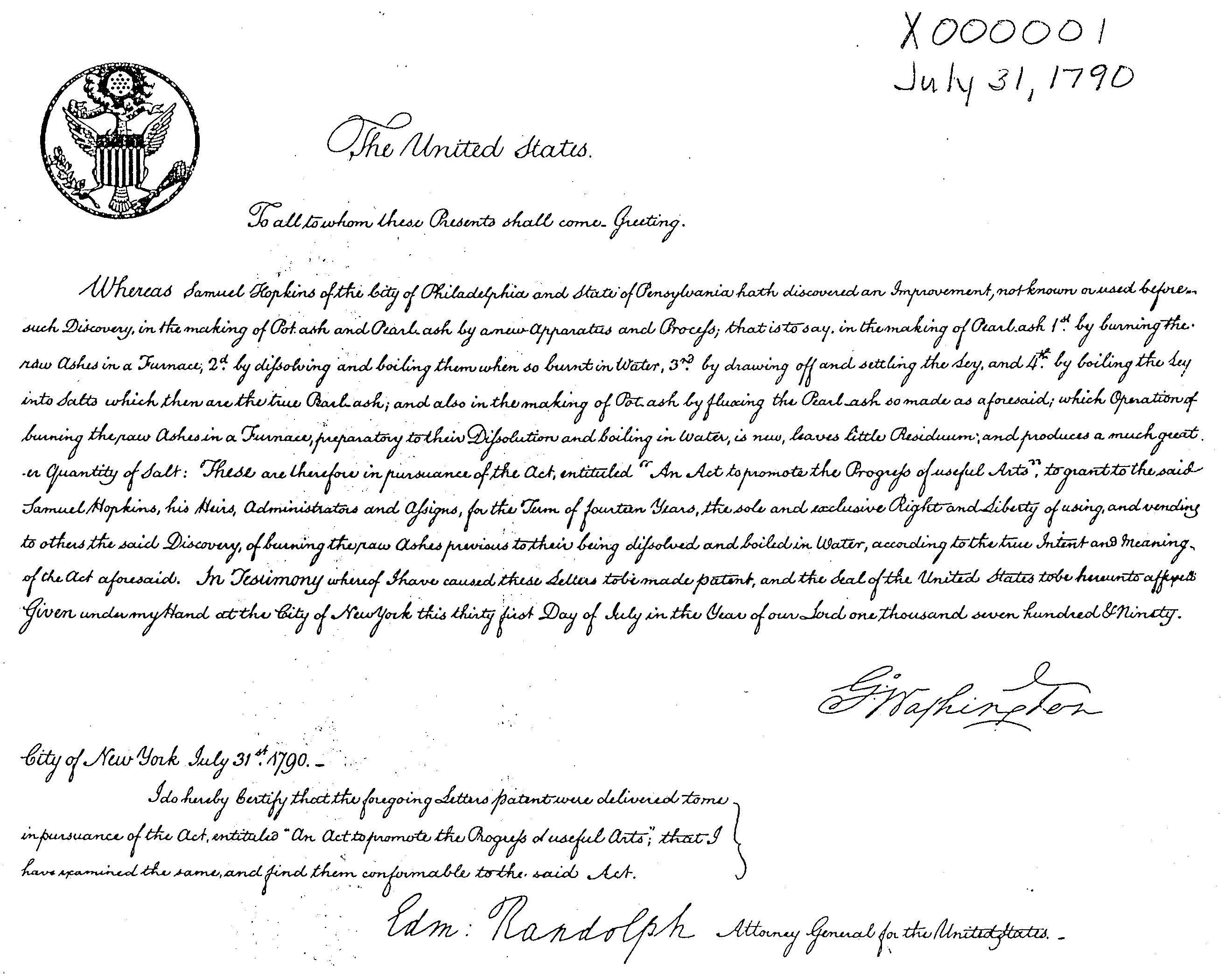
El primer patente en la historia de los Estados Unidos

- El 31 de julio de 1790, la primera patente en la historia de los EE. UU. se emitió a Samuel Hopkins para una mejora "en la fabricación de potasa y carbonato de potasio por un nuevo aparato y proceso." Esta patente fue firmada por el entonces presidente George Washington.
- Los X-Patentes (los primeros 10.280 emitidos entre 1790 y 1836) fueron destruidos por un incendio, menos de 3000 de ellos han sido recuperados y reemitidas con números que incluyen una "X." La X aparece generalmente a finales de los números escritos a mano en las imágenes de los patentes; sin embargo, en las colecciones de patentes y para fines de búsqueda, la X es considerada como el tipo de patente – análogo a la "D" en las patentes de diseño – y aparece al principio del número. El X distingue las patentes de los emitidos después del incendio, que comenzó de nuevo con el número de patente.
- Cada año, la Oficina otorga más de 150 000 patentes a empresas y particulares en todo el mundo. A partir del febrero de 2008, la Oficina ha otorgado más de 8 000 000 de patentes.

## Registro de marcas
La Oficina examina las solicitudes para registros de marcas. Si se aprueba, las marcas están registradas ya sea en el Registro Principal o en el Registro de Consulta, dependiendo en si la marca cumple con los criterios de distinción apropiada. Sin embargo, esta función está disminuyendo en popularidad, porque las solicitantes de marcas están moviendo a registros más baratos y sencillos.

## Representación
La Oficina de Patentes y Marcas solo permite ciertas personas calificadas a ejercer ante la Oficina. Práctica incluye la presentación de solicitudes para patentes en nombre de los inventores, el seguimiento de solicitudes para patentes en nombre de los inventores, y la participación en los recursos administrativos y otras actuaciones ante los examinadores y juntas de la Oficina. La Oficina establece sus propios estándares para quien puede practicar y requiere que cualquier persona que practica debe registra. Un agente de patentes es una persona que ha aprobado el examen de registro (la "barra de la patente"), pero no ha aprobado ningún examen de la barra del estado para convertirse en un abogado con licencia; un abogado de patentes es una persona quien ha pasado tanto una barra de estado como la barra de patentes, y está en buena posición como abogado. Un agente de patentes solo puede actuar en una capacidad representativa en materias de patentes presentadas a la Oficina de Patentes y Marcas, y no puede representar un titular de patente o un solicitante en un tribunal de justicia. Para ser elegible para tomar el examen de reválida de patentes, un candidato debe poseer un grado de "ingeniería o física, o el equivalente de un tal grado."
Los Estados Unidos le permite a cualquier ciudadano de cualquier país el derecho de sentarse en la barra de patente (si tiene la experiencia técnica necesaria). Solo Canadá tiene un acuerdo de reciprocidad con los Estados Unidos que le confiere derechos similares a un agente de patentes.
Un inventor sin representación puede presentar una solicitud de patente y lo procesar en su nombre propio (pro se). Si parece a un examinador de patentes que un inventor presentando una solicitud de pro se no está familiarizado con los procedimientos adecuados de la Oficina de Patentes, el examinador puede sugerir que la parte que presenta obtiene la representación de una patente por un abogado o agente registrado. El examinador de patentes no puede recomendar a un abogado o un agente específico, pero la Oficina de Patentes tiene una lista de los registrados.
Mientras el inventor de una invención relativamente fácil de describir puede ser capaz de producir una especificación adecuada y planos detallados, una complejidad queda en lo que se reclama, ya sea en el lenguaje particular de la reclamación de una solicitud de utilidad, o en la forma en la que los dibujos se presentan en una solicitud de diseño. También hay habilidades requeridas en la búsqueda de la técnica que se utiliza para apoyar la aplicación y para evitar que se solicita una patente para algo que puede ser patentable. Un examinador de patentes hará esfuerzos especiales para ayudar a los inventores pro sí entender el proceso, pero la falta de entender adecuadamente o responder a una acción de oficina de la Oficina de Patentes y Marcas puede poner en peligro los derechos del inventor, y puede llevar al abandono de la solicitud.

## Sistemas electrónicos
La Oficina de Patentes y Marcas aceptará solicitudes de patentes presentadas en forma electrónica. Inventores o sus agentes/abogados pueden presentar solicitudes como documentos PDF de Adobe. La página web de presentación de solicitudes es https://web.archive.org/web/20100527094021/https://sportal.uspto.gov/secure/portal/efs-unregistered. Las tasas de presentación se pueden pagar con tarjeta de crédito o por una "cuenta de depósito" de la Oficina.
La Oficina también proporciona, en su sitio web, copias electrónicas libres de patentes y solicitudes como documentos gráficos del formato TIFF.